# Liste der Kulturdenkmäler in Hüttenberg
Die folgende Liste enthält die in der Denkmaltopographie ausgewiesenen Kulturdenkmäler auf dem Gebiet  der Gemeinde Hüttenberg, Lahn-Dill-Kreis, Hessen.
Hinweis: Die Reihenfolge der Denkmäler in dieser Liste orientiert sich zunächst an Ortsteilen und anschließend der Anschrift, alternativ ist sie auch nach der Bezeichnung, der vom Landesamt für Denkmalpflege vergebenen Nummer oder der Bauzeit sortierbar.
Kulturdenkmäler werden fortlaufend im Denkmalverzeichnis des Landes Hessen durch das Landesamt für Denkmalpflege Hessen auf Basis des Hessischen Denkmalschutzgesetzes (HDSchG) geführt. Die Schutzwürdigkeit eines Kulturdenkmals hängt nicht von der Eintragung in das Denkmalverzeichnis des Landes Hessen oder der Veröffentlichung in der Denkmaltopographie ab.

## Kulturdenkmäler nach Ortsteilen

### Hüttenberg
| Bild           | Bezeichnung                           | Lage                                                             | Beschreibung | Bauzeit                | Objekt-Nr. |
| -------------- | ------------------------------------- | ---------------------------------------------------------------- | --- | ---------------------- | ---------- |
| weitere Bilder | Gesamtanlage                          | Gesamtanlage Historischer Ortskern Hochelheim Lage               | |                        | 44776 DDB  |
| weitere Bilder |                                       | Hauptstraße 28 LageFlur: 19, Flurstück: 5/1                      | | Ende 18. Jahrhundert   | 44778 DDB  |
| weitere Bilder | Ehemaliges Backhaus                   | Hauptstraße 32 LageFlur: 19, Flurstück: 1/1                      | | Ende 19. Jahrhundert   | 44779 DDB  |
| weitere Bilder | Evangelische Kirche                   | Hauptstraße 54 LageFlur: 1, Flurstück: 114                       | Saalkirche im Stil der Neurenaissance, im Kern 17. Jahrhundert, Dachreiter 18. Jahrhundert, einige barocke Inventarstücke      | 1906                   | 44780 DDB  |
| weitere Bilder | Ehemalige Schule und Bürgermeisteramt | Hauptstraße 55, Wetzlarer Straße LageFlur: 1, Flurstück: 1/1, 14 | | 1838                   | 44781 DDB  |
| weitere Bilder | Ehemaliges Pfarrhaus                  | Hauptstraße 64 LageFlur: 1, Flurstück: 102                       | | 1891                   | 44782 DDB  |
| weitere Bilder |                                       | Hauptstraße 70 LageFlur: 1, Flurstück: 89/3                      | | 1725 bis 1775          | 44783 DDB  |
| weitere Bilder | Steinernes Haus                       | Hauptstraße 76 LageFlur: 1, Flurstück: 85                        | | 1560                   | 44784 DDB  |
|                |                                       | Hauptstraße 90 LageFlur: 1, Flurstück: 62/1                      | | 1794                   | 44785 DDB  |
| weitere Bilder | Friedhof, Friedhofshalle              | Hofacker LageFlur: 18, Flurstück: 47                             | | 1915 bis 1925          | 44777 DDB  |
| weitere Bilder |                                       | Langgönser Straße 2 LageFlur: 1, Flurstück: 101/1                | | Ende 18. Jahrhundert   | 44786 DDB  |
| weitere Bilder | vierseitige Hofanlage                 | Langgönser Straße 10 LageFlur: 1, Flurstück: 97/3                | | 1904                   | 44787 DDB  |
| weitere Bilder |                                       | Wetzlarer Straße 4 LageFlur: 1, Flurstück: 45                    | | 1809                   | 44788 DDB  |
|                |                                       | Hauptstraße 123 LageFlur: 1, Flurstück: 7/2                      | | 1903                   | 44790 DDB  |
| weitere Bilder |                                       | Hauptstraße 137 LageFlur: 1, Flurstück: 142/1                    | | 1785                   | 44791 DDB  |
| weitere Bilder | Evangelische Kirche                   | Hauptstraße 145 LageFlur: 1, Flurstück: 138                      | Saalkirche von 1968/1969, spätgotischer, gedrungener Chorturm mit dreigeschossigem Haubenhelm von 1694, barocker Gemäldezyklus | 1968                   | 44792 DDB  |
| weitere Bilder |                                       | Hauptstraße 147 LageFlur: 1, Flurstück: 136/4                    | | 1695 bis 1705          | 44793 DDB  |
| weitere Bilder |                                       | Hauptstraße 153 LageFlur: 2, Flurstück: 17/1                     | | Anfang 17. Jahrhundert | 44794 DDB  |
| weitere Bilder |                                       | Hauptstraße 185 LageFlur: 2, Flurstück: 66                       | |                        | 44795 DDB  |
| weitere Bilder |                                       | Hauptstraße 188 LageFlur: 2, Flurstück: 243                      | | 1732                   | 44796 DDB  |
| weitere Bilder | Hauptstraße 192                       | Hauptstraße 192 LageFlur: 2, Flurstück: 241                      | Verputzes Fachwerkwohnhaus mit mittiger Tordurchfahrt                                                                          | 1858                   | 44797 DDB  |
| weitere Bilder | Ehemaliges Backhaus                   | Lohstraße 2 LageFlur: 2, Flurstück: 260                          | | 1834                   | 44798 DDB  |
| weitere Bilder |                                       | Lohstraße 3 LageFlur: 2, Flurstück: 247                          | | 1695 bis 1705          | 44799 DDB  |
| weitere Bilder |                                       | Ringstraße 8 LageFlur: 2, Flurstück: 234                         | | 1695 bis 1705          | 44800 DDB  |
| weitere Bilder | Jüdischer Friedhof                    | Stieläcker (Außerhalb der Ortslage) LageFlur: 5, Flurstück: 86   | |                        | 44802 DDB  |

### Rechtenbach
| Bild            | Bezeichnung                        | Lage                                                                    | Beschreibung                                          | Bauzeit                | Objekt-Nr. |
| --------------- | ---------------------------------- | ----------------------------------------------------------------------- | ----------------------------------------------------- | ---------------------- | ---------- |
| weitere Bilder  |                                    | Bergstraße 1, 3, Bergstraße LageFlur: 13, Flurstück: 50/2, 53/1, 54, 55 |                                                       | 1805                   | 44804 DDB  |
| weitere Bilder  | Gottfrieds Haus                    | Bergstraße 8 LageFlur: 13, Flurstück: 56                                |                                                       | 1807                   | 44805 DDB  |
| weitere Bilder  |                                    | Frankfurter Straße 18 LageFlur: 12, Flurstück: 62/1                     |                                                       | 1725 bis 1775          | 44806 DDB  |
| weitere Bilder  |                                    | Frankfurter Straße 22 LageFlur: 12, Flurstück: 47/3                     |                                                       | 1695 bis 1705          | 44807 DDB  |
|                 |                                    | Frankfurter Straße 52 LageFlur: 10, Flurstück: 44, 45                   |                                                       |                        | 44808 DDB  |
| weitere Bilder  | Evangelische Kirche                | Kirchstraße LageFlur: 11, Flurstück: 22/2                               | Saalkirche mit eingezogenem Chor und Haubendachreiter | 1638                   | 44810 DDB  |
| weitere Bilder  |                                    | Steinfeld 2 LageFlur: 13, Flurstück: 52/1                               |                                                       | Anfang 19. Jahrhundert | 44811 DDB  |
| weitere Bilder  |                                    | Weidenhäuser Straße 1, 3 LageFlur: 11, Flurstück: 25, 27, 35            |                                                       | 1725 bis 1775          | 44812 DDB  |
| Bild gesucht BW | Obermühle                          | Weidenhäuser Straße 51 LageFlur: 20, Flurstück: 118                     |                                                       |                        | 44813 DDB  |
| weitere Bilder  | Ehemalige evangelische Pfarrkirche | Dorfstraße o. Nr. LageFlur: 2, Flurstück: 60, 61                        | Saalkirche mit Dreiachtelschluss und westlichem Anbau | 1659 bis 1669          | 44815 DDB  |
| Bild gesucht BW | Hofanlage                          | Dorfstraße 12 LageFlur: 2, Flurstück: 27/3                              |                                                       |                        | 924003 DDB |
| weitere Bilder  |                                    | Dorfstraße 25 LageFlur: 2, Flurstück: 99                                |                                                       | 1701                   | 44816 DDB  |
| weitere Bilder  |                                    | Dorfstraße 34 LageFlur: 2, Flurstück: 77/1                              |                                                       | 1795 bis 1805          | 44817 DDB  |
| Hof Rechtenbach | Hof Rechtenbach                    | Frankfurter Straße 64, 66 LageFlur: 1, Flurstück: 486/1                 |                                                       |                        | 44809 DDB  |
| weitere Bilder  | Friedhof, Kriegerdenkmal           | Friedhofstraße LageFlur: 1, Flurstück: 461                              |                                                       | 1871                   | 44818 DDB  |

### Reiskirchen
| Bild            | Bezeichnung              | Lage                                                                              | Beschreibung | Bauzeit                | Objekt-Nr. |
| --------------- | ------------------------ | --------------------------------------------------------------------------------- | --- | ---------------------- | ---------- |
|                 |                          | Am Kreuz 6 LageFlur: 16, Flurstück: 29                                            | | 1897                   | 44820 DDB  |
|                 |                          | Forstbachstraße 1 LageFlur: 16, Flurstück: 68                                     | | 1706                   | 44821 DDB  |
| Franzenmühle    | Franzenmühle             | Franzenmühle 1 LageFlur: 4, Flurstück: 1                                          | |                        | 44829 DDB  |
| weitere Bilder  | Evangelische Pfarrkirche | Hohlstraße 1 LageFlur: 16, Flurstück: 21/2, 22                                    | Kleiner Saalbau aus dem 17. Jahrhundert und zweigeschossiger Anbau mit verputztem Fachwerk im Obergeschoss, Emporen und Orgel aus dem 18. Jahrhundert, Kanzel aus dem 17. Jahrhundert und einem Taufbecken mit Rundbogenfries vor dem Kirchengebäude | 1652                   | 44822 DDB  |
| Bild gesucht BW |                          | Löffelgasse 5 LageFlur: 16, Flurstück: 42                                         | | 1625 bis 1675          | 44823 DDB  |
| Bild gesucht BW | Ehemaliges Pfarrhaus     | Nauborner Straße 6, Volpertshäuser Straße 3 LageFlur: 15, Flurstück: 44/15, 47/10 | | 1707                   | 44824 DDB  |
|                 |                          | Nauborner Straße 7 LageFlur: 16, Flurstück: 10                                    | | 1725 bis 1775          | 44825 DDB  |
| Bild gesucht BW |                          | Volpertshäuser Straße 4 LageFlur: 16, Flurstück: 13                               | | Anfang 18. Jahrhundert | 44826 DDB  |
| Bild gesucht BW | Ehemalige Schule         | Volpertshäuser Straße 5 LageFlur: 15, Flurstück: 44/12                            | | 1860                   | 44827 DDB  |
| Friedhof, Pumpe | Friedhof, Pumpe          | Webersgarten o. Nr. LageFlur: 4, Flurstück: 52                                    | |                        | 44828 DDB  |

### Vollnkirchen
| Bild            | Bezeichnung  | Lage                                                 | Beschreibung | Bauzeit              | Objekt-Nr. |
| --------------- | ------------ | ---------------------------------------------------- | ------------ | -------------------- | ---------- |
| Bild gesucht BW | Gesamtanlage | Gesamtanlage Historischer Ortskern Vollnkirchen Lage |              |                      | 44831 DDB  |
| Bild gesucht BW |              | Wertshäuser Straße 2 LageFlur: 2, Flurstück: 140/1   |              | 1901                 | 44832 DDB  |
| Bild gesucht BW |              | Wertshäuser Straße 7 LageFlur: 2, Flurstück: 70/1    |              | Ende 19. Jahrhundert | 44833 DDB  |
| Bild gesucht BW | Taufstein    | Wertshäuser Straße 13 LageFlur: 2, Flurstück: 61     |              |                      | 44834 DDB  |
| Bild gesucht BW |              | Wertshäuser Straße 17 LageFlur: 2, Flurstück: 24/1   |              |                      | 44835 DDB  |
| Bild gesucht BW |              | Wertshäuser Straße 38 LageFlur: 2, Flurstück: 49/1   |              | Ende 18. Jahrhundert | 44836 DDB  |
| Bild gesucht BW |              | Wertshäuser Straße 42 LageFlur: 2, Flurstück: 47/1   |              | 1756                 | 44837 DDB  |

### Volpertshausen
| Bild            | Bezeichnung                   | Lage                                                      | Beschreibung                                                                     | Bauzeit                | Objekt-Nr. |
| --------------- | ----------------------------- | --------------------------------------------------------- | -------------------------------------------------------------------------------- | ---------------------- | ---------- |
| Bild gesucht BW | Grabmal Gaul, Friedhof        | Goethestraße o. Nr. LageFlur: 3, Flurstück: 81/4          |                                                                                  | Anfang 20. Jahrhundert | 44839 DDB  |
| Kriegerdenkmal  | Kriegerdenkmal                | Goethestraße (beim Friedhof) LageFlur: 3, Flurstück: 81/4 |                                                                                  | 1915 bis 1925          | 44840 DDB  |
| weitere Bilder  | Ehemalige evangelische Kirche | Kirchgasse o. Nr. LageFlur: 4, Flurstück: 46/2            | Saalkirche mit Schopfwalmdach und Dachreiter, 1493 um Chor in Fachwerk erweitert | um 1200                | 44841 DDB  |
| weitere Bilder  | Goethehaus                    | Rheinfelser Straße 65 LageFlur: 3, Flurstück: 70/2        |                                                                                  | 1721                   | 44842 DDB  |
| Bild gesucht BW |                               | Rheinfelser Straße 71 LageFlur: 3, Flurstück: 75/1        |                                                                                  | 1900                   | 44843 DDB  |
| Bild gesucht BW | Ehemaliges Pfarrhaus          | Rheinfelser Straße 79a LageFlur: 3, Flurstück: 85/2       |                                                                                  | 1874                   | 44844 DDB  |
| weitere Bilder  |                               | Rheinfelser Straße 85 LageFlur: 4, Flurstück: 39          |                                                                                  | 1778                   | 44845 DDB  |
| weitere Bilder  |                               | Rheinfelser Straße 95 LageFlur: 4, Flurstück: 27          |                                                                                  | 1731                   | 44846 DDB  |
| Bild gesucht BW |                               | Rheinfelser Straße 97 LageFlur: 4, Flurstück: 20          |                                                                                  | 1800                   | 44847 DDB  |
| Bild gesucht BW |                               | Rheinfelser Straße 118 LageFlur: 4, Flurstück: 24         |                                                                                  | 1725 bis 1775          | 44848 DDB  |

### Weidenhausen
| Bild            | Bezeichnung                   | Lage                                                   | Beschreibung                                                               | Bauzeit                     | Objekt-Nr. |
| --------------- | ----------------------------- | ------------------------------------------------------ | -------------------------------------------------------------------------- | --------------------------- | ---------- |
| weitere Bilder  | Ehemalige evangelische Kirche | Bei der Kirch o. Nr. LageFlur: 5, Flurstück: 27/3      | Saalbau mit Dachreiter, westlicher Vorbau von 1949                         | mittelalterlich, 1706 Umbau | 44851 DDB  |
| Bild gesucht BW | Leichenhalle auf dem Friedhof | Bei der Kirch o. Nr. LageFlur: 5, Flurstück: 26        | Leichenhalle in gotisierenden Formen von 1951                              | 1951                        | 44852 DDB  |
| Bild gesucht BW | Gesamtanlage                  | Gesamtanlage Historischer Ortskern Weidenhausen Lage   |                                                                            |                             | 44850 DDB  |
| Bild gesucht BW | Dorfgemeinschaftshaus         | Rheinfelser Straße 25, 27 LageFlur: 5, Flurstück: 15/3 | Gemeindehaus mit Backhaus, Viehwaage und Feuerwehrgeräteraum von 1952/1953 | 1953                        | 44854 DDB  |
| Bild gesucht BW |                               | Rheinfelser Straße 26 LageFlur: 5, Flurstück: 9        | Dreiseitige Hofanlage mit Hüttenberger Hoftor.                             | 1725 bis 1775               | 44853 DDB  |